# Microsoft FrontPage
Microsoft FrontPage (cuvânt englez artificial; front page se traduce "pagina întâia", de exemplu a unui ziar)  este un editor HTML WYSIWYG realizat de Microsoft pentru sistemul de operare Microsoft Windows. Între 1997 și 2003 a făcut parte din suita Microsoft Office. În 1998 a fost lansată și varianta pentru Macintosh. După 2006, Microsoft FrontPage a fost înlocuit de Microsoft Expression Web și Microsoft Sharepoint Designer. MS FrontPage aparține categoriei de Editoare HTML.

## Utilizare
Microsoft Front Page (versiunea Office 2000) ofera mai multe moduri de vizualizare si gestiune a site-urilor, reflectate prin butoane specifice: operatii asupra paginilor - Page, organizarea fisierelor în foldere - Folders, raportari asupra fisierelor si hiperlegaturilor - Reports, navigare în structura site-ului - Navigation, vizualizarea hiperlegaturilor - Hyperlinks, executii specifice - Tasks.
În cadrul interfetei dedicate crearii paginilor, modul uzual de lucru, numit Normal (si marcat în partea de jos a ferestrei de lucru), permite utilizatorului sa introduca în document textele, formatele si obiectele dorite prin intermediul meniului si butoanelor, utilizând eventual sabloanele sau asistentii pusi la dispozitie. În urma acestor actiuni, se va genera automat codul HTML corespunzator; acesta poate fi urmarit în modul HTML. Formatul în care documentul creat va fi afisat de navigator se poate vizualiza în modul Preview.
FrontPage nu mai este un produs curent al firmei Microsoft, el având ca "urmaș" programul "MS Expression Web" - începând din decembrie 2006.